# علجوم الشجر الآسيوي إينغر
علجوم الشجر الآسيوي إينغر (الاسم العلمي: Pedostibes rugosus)، هو نوع من البرمائيات يتبع جنس علجوم الشجر الآسيوي ضمن فصيلة العلاجيم الحقيقية.